# Tiruchirapalli
Udayarpalayam é uma cidade no distrito de Tiruchirappalli, no estado indiano de Tamil Nadu.